# Diecéze asolská
Diecéze Asolo je titulární diecéze římskokatolické církve.

## Historie
Datum vzniku diecéze není jistý. O přítomnost raně křesťanského společenství svědčí pozůstatky jednoho kostela nalezené na hoře Ricco, možná věnovaný Salvátorovy. 
První akt, který jej zmiňuje je z roku 588 nebo 591: synody v Maranu se zúčastnil Agnellus episcopus sanctae Acelinae ecclesiae. Literatura na toto téma je velmi špatná: roku 827 (nebo možná 835) synoda v Mantově vzpomíná na přítomnost Arthemius episc. Asolensis.
V dalším století diecéze zanikla a dne 10. srpna 969 došlo v aktu císaře Oty I. k oficiálnímu potlačení a její území přiřadil k Trevisu. 
V 18. století Asolo, získalo titul města jen proto že se zde nacházelo biskupství. Události předcházela diskuze; zejména o příběhu treviského Rambalda degli Azzoni Avogaro, který řekl ,že Asolo nikdy nebylo sídlem biskupství a že bylo podřízeno diecézi Treviso (její biskupové byli nazýváni corepiscopové). Asolo stejně získalo titul města.
Nicméně na římském synodu pořádaný Lvem IX. roku 1049 se zúčastnil Ugo Asiliensis. Možná papež nebyl informován o rozhodnutí císaře Oty a diecéze zůstala poněkud aktivní; to je třetí známý biskup diecéze.
Dnes je využívána jako titulární biskupské sídlo; v současnosti má titulárního arcibiskupa Silvana Maria Tomasiho, trvalý pozorovatel Světové obchodní organizace.

## Seznam titulárních biskupů či arcibiskupů
- 1970 - 1976 Peter Chung Hoan Ting
- 1976 - 1976 Jean Romary
- 1976 - 1999 Carlo Fanton
- 1999 - 2020 Silvano Maria Tomasi, C.S.
- od 2021 Juan José Salaverry Villarreal, O.P.